# فرناندو تیسکارنیو
فرناندو تیسکارنیو (اسپانیایی: Fernando Tiscareño‎؛ زادهٔ ۱۲ اوت ۱۹۴۵) بازیکن بسکتبال اهل مکزیک بود. وی در بازی‌های المپیک تابستانی ۱۹۶۸ شرکت کرده‌است.